# Papilio nireus
Espèce
Statut de conservation UICN

 LC  : Préoccupation mineure
Papilio nireus est une espèce d'insectes lépidoptères qui appartient à la famille des Papilionidae, à la sous-famille des Papilioninae et au genre Papilio. Cette espèce est présente dans la plus grande partie de l'Afrique subsaharienne, hors Madagascar.

## Description

### Imago
L'imago mesure entre 9 et 10 cm d'envergure. À l'avers les ailes sont noires. Les ailes antérieures portent une bande bleu-vert assez mince traversée de veines noires et deux macules bleu-vert à l'apex. Les ailes postérieures sont dentelées et un peu allongées. Elles portent une bande bleu-vert et une série de macules submarginales de même couleur. Au revers les ailes sont marron foncé. Les ailes postérieures sont orangée dans la partie basale et portent une mince bande blanc crème dans la partie submarginale, ainsi que deux macules de même couleur dans l'angle anal.

Le corps est noir avec quelques macules blanches sur la tête et le thorax.

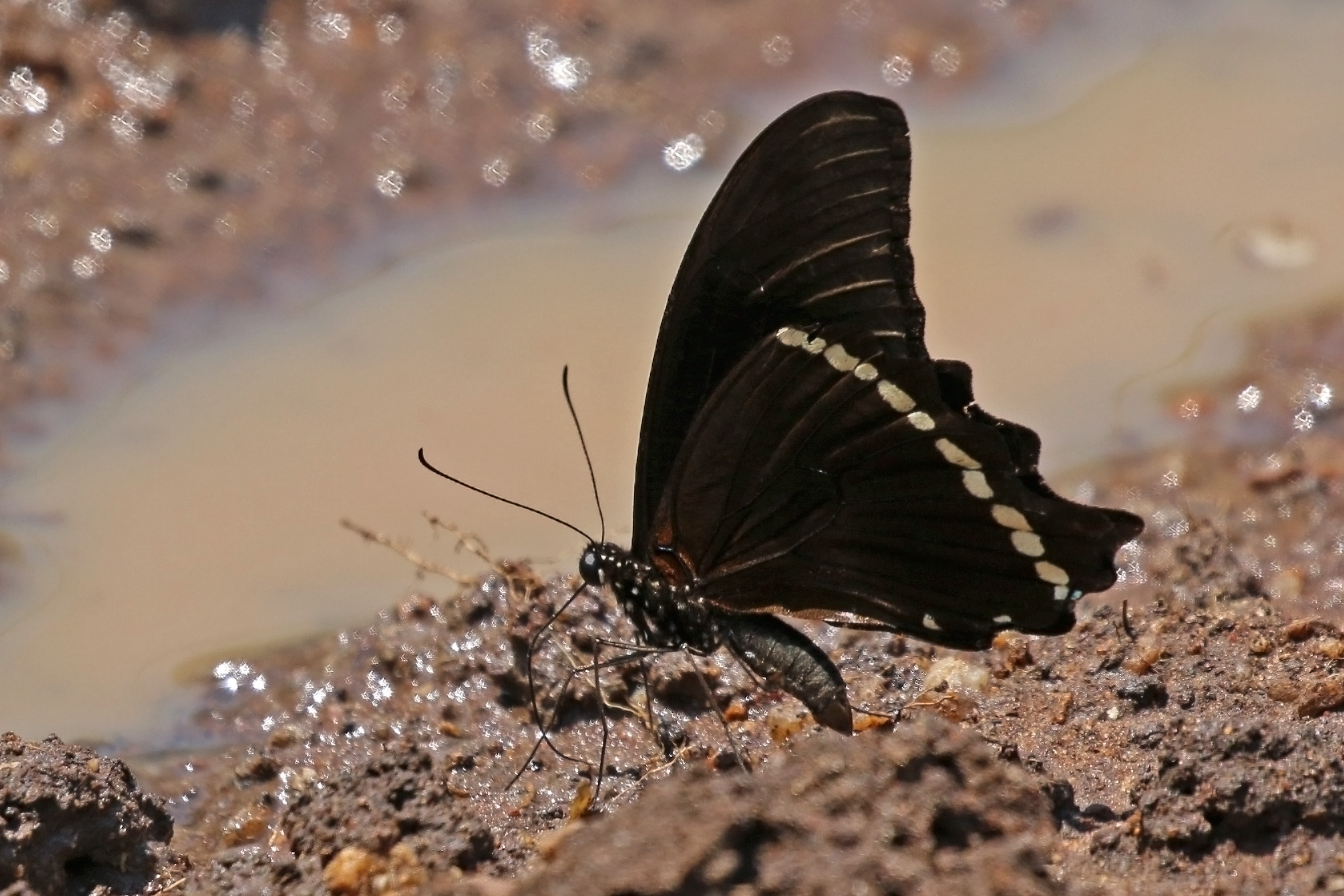
Papilio nireus lyaeus, ailes repliées
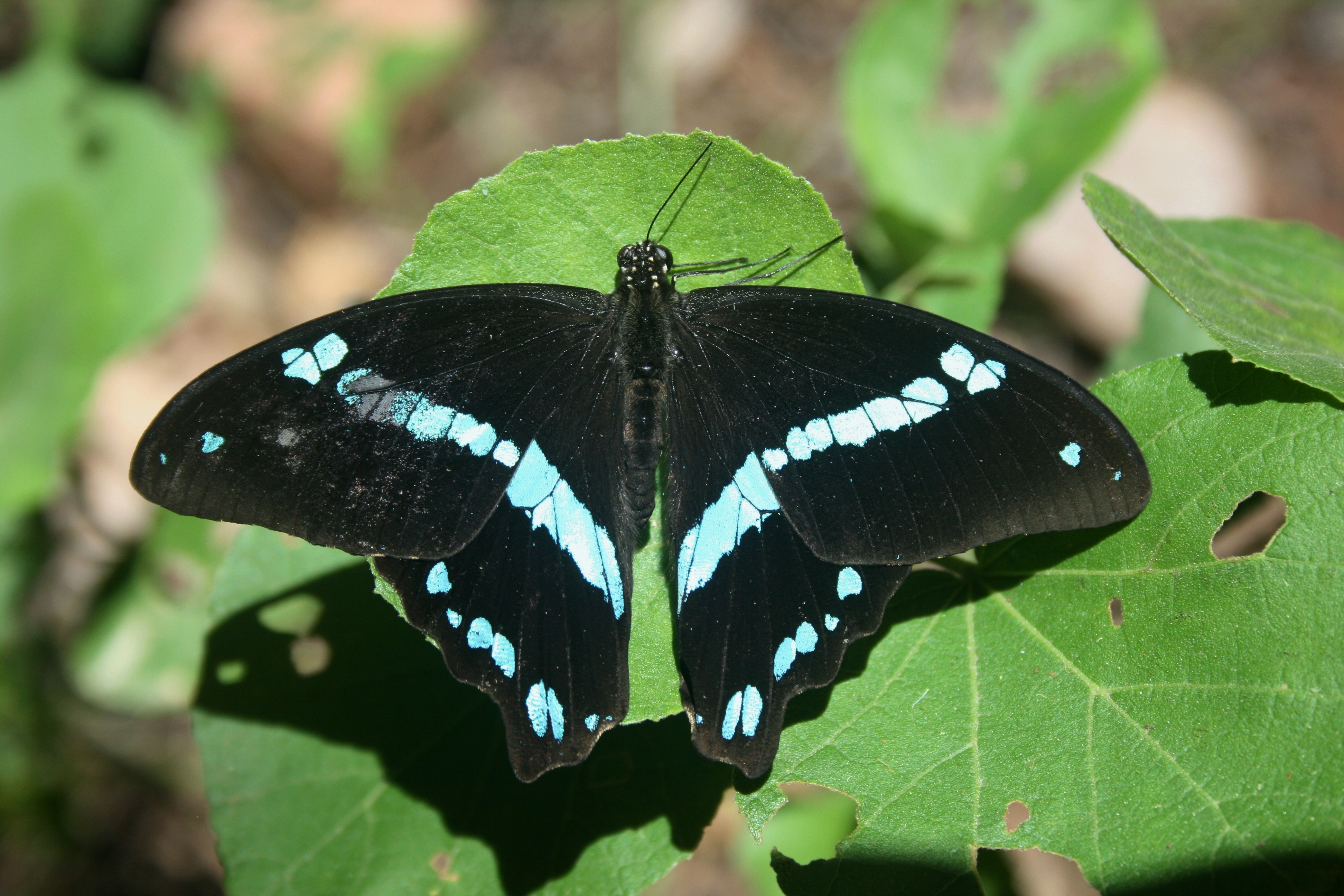
Papilio nireus lyaeus dans son milieu naturel

### Juvéniles
Jusqu'au 4ème stade les chenilles sont vertes avec des macules ou des lignes blanches, orangées et parfois brunâtres de chaque côtés du corps. Elles portent une paire de petites cornes barbelées sur la tête et à l'arrière du corps. Le thorax est renflé et porte des petits piquants jaunâtres.
Au dernier stade les chenilles sont vertes avec une ligne jaune de chaque côtés du corps. Elles n'ont plus de piquants mais ont toujours une paire de petites cornes à l'arrière du corps. Le thorax est renflé et présente de chaque côté une ocelle formée d'un point noir avec une ligne blanche au milieu, ce qui permet à la chenille d'imiter une tête de serpent. La tête et le dessous du corps sont de couleur vert clair ou crème.
La chrysalide est verte, arquée, avec une paire de petites cornes sur la tête. Elle s'assombrit et l'imago commence à être visible par transparence lorsque l'éclosion approche. Elle est maintenue tête en haut par une ceinture de soie.

## Écologie
La femelle pond ses œufs sur des plantes de la famille des Rutacées. Parmi les espèces utilisées comme plante-hôte figurent Calodendrum capense, Vepris bachmannii, Vepris natalensis, Vepris lanceolata, Zanthoxylum asiaticum, Zanthoxylum capense, Zanthoxylum delagoense, Zanthoxylum gilletii, les espèces de genres Citrus, Clausena(dont Clausena anisata), et Fagaropsis.
Comme toutes les espèces de Papilionides les chenilles portent derrière la tête un osmeterium, organe fourchu qu'elles déploient pour faire fuir les prédateurs. Elles passent par cinq stades avant de se changer en chrysalide. La chrysalide est attachée à son support par son crémaster et maintenue tête en haut par une ceinture de soie.

Les adultes volent toute l'année dans les régions les plus chaudes et de septembre à avril dans les régions plus tempérées. Le pic d'émergence a lieu vers le milieu de l'été. Les mâles se rassemblent dans les zones boueuses et au sommet des arbres, et ne semblent pas être territoriaux. Mâles et femelles se nourrissent du nectar des fleurs.

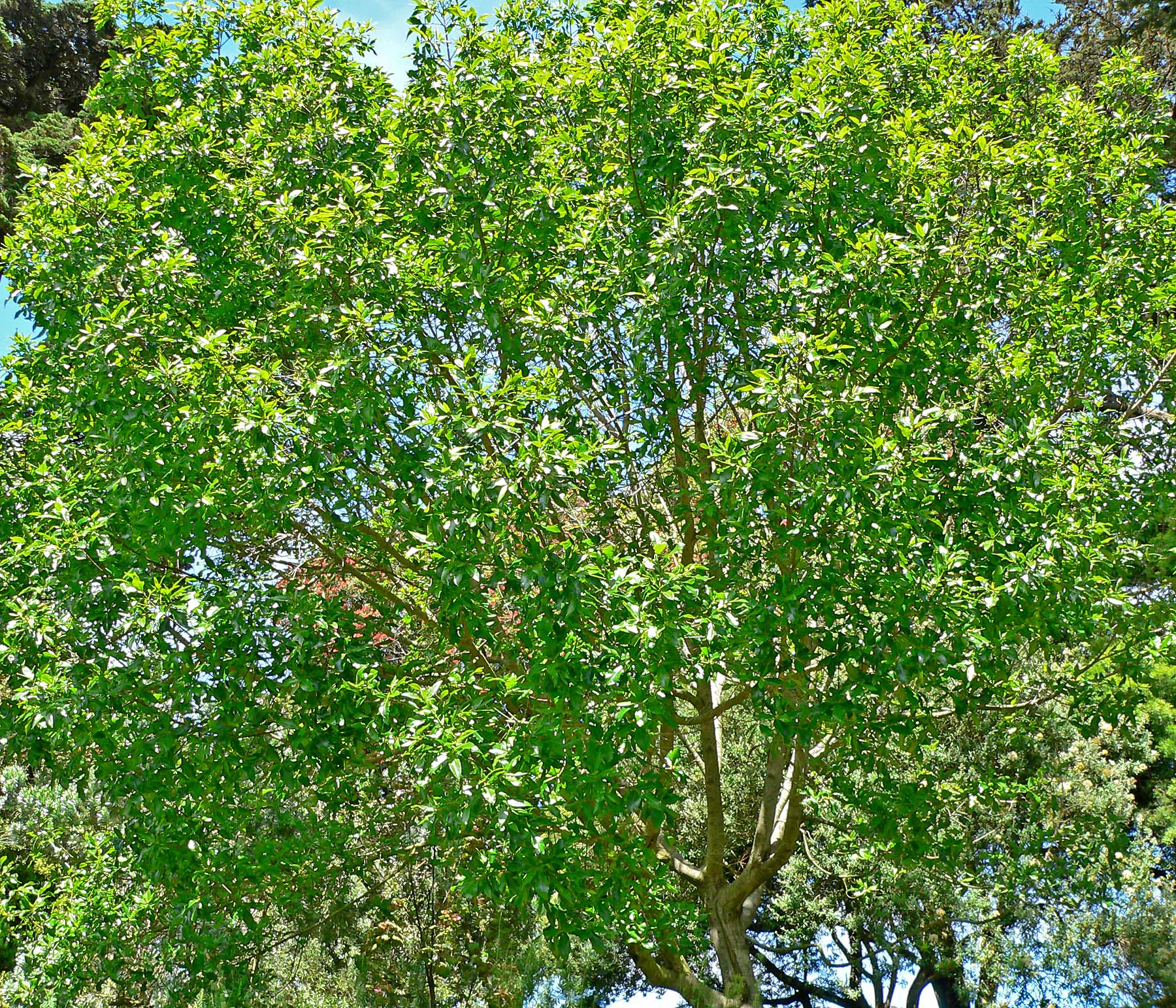
Calodendrum capense, plante-hôte de Papilio nireus
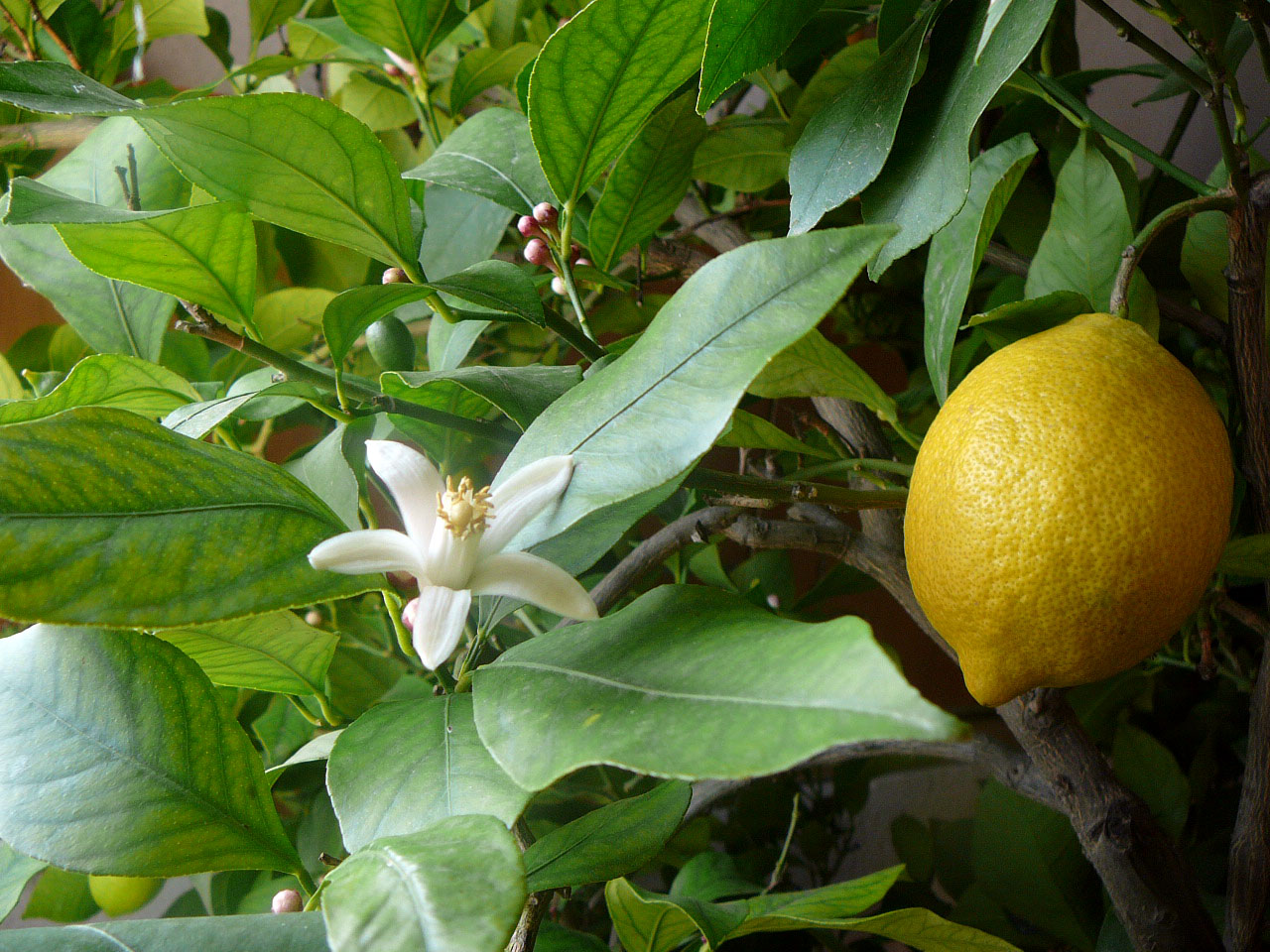
Citrus limon (le Citronnier), autre plante-hôte
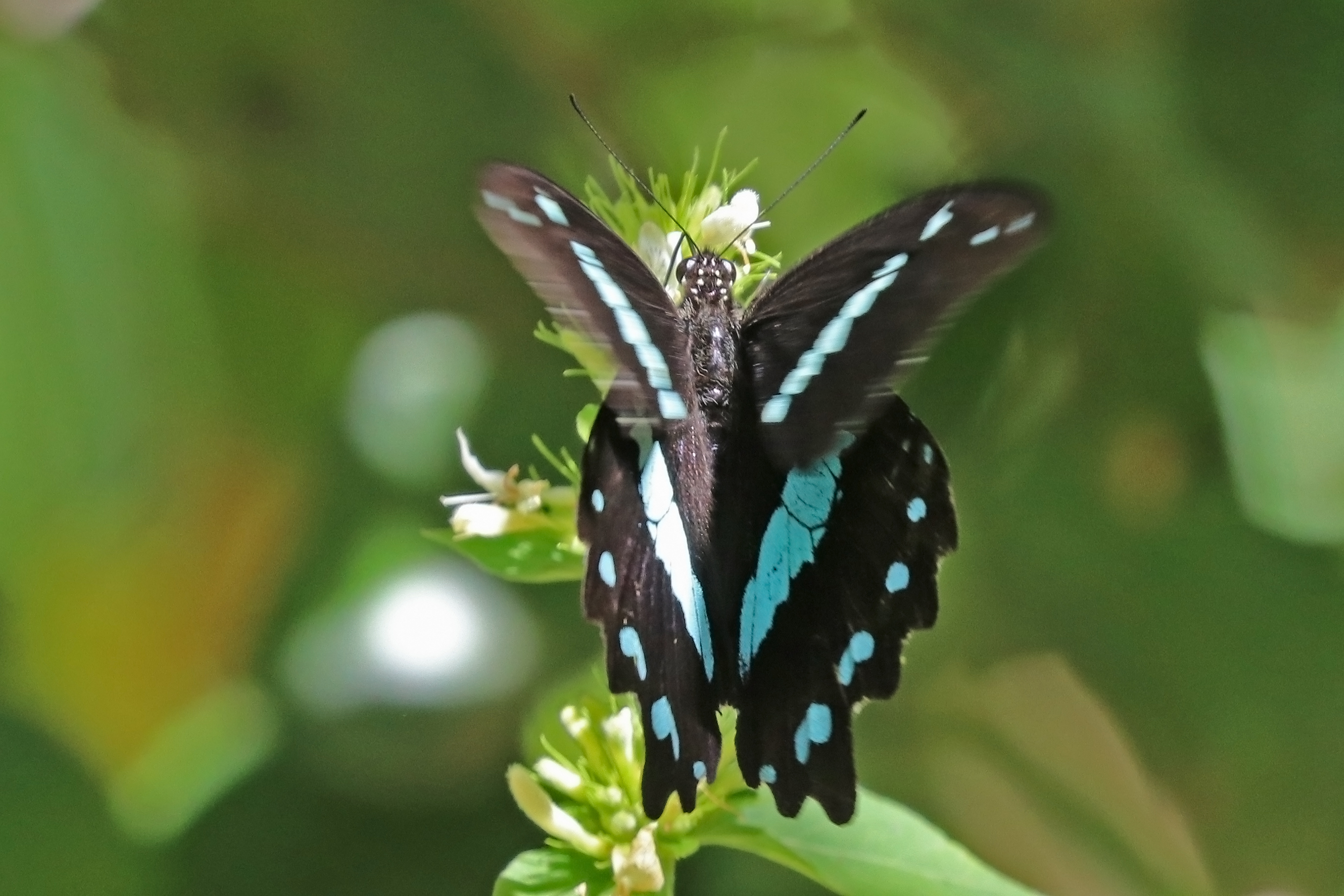
Papilio nireus pseudonireus en train de butiner

## Habitat et répartition
Cette espèce est présente dans toute l'écozone afrotropicale, à l'exception de Madagascar. Son aire de répartition s'étend du Sénégal et du Soudan au nord jusqu'à l'Angola et la Zambie et même jusqu'à Le Cap en Afrique du Sud. Elle est présente dans les forêts et les savanes.

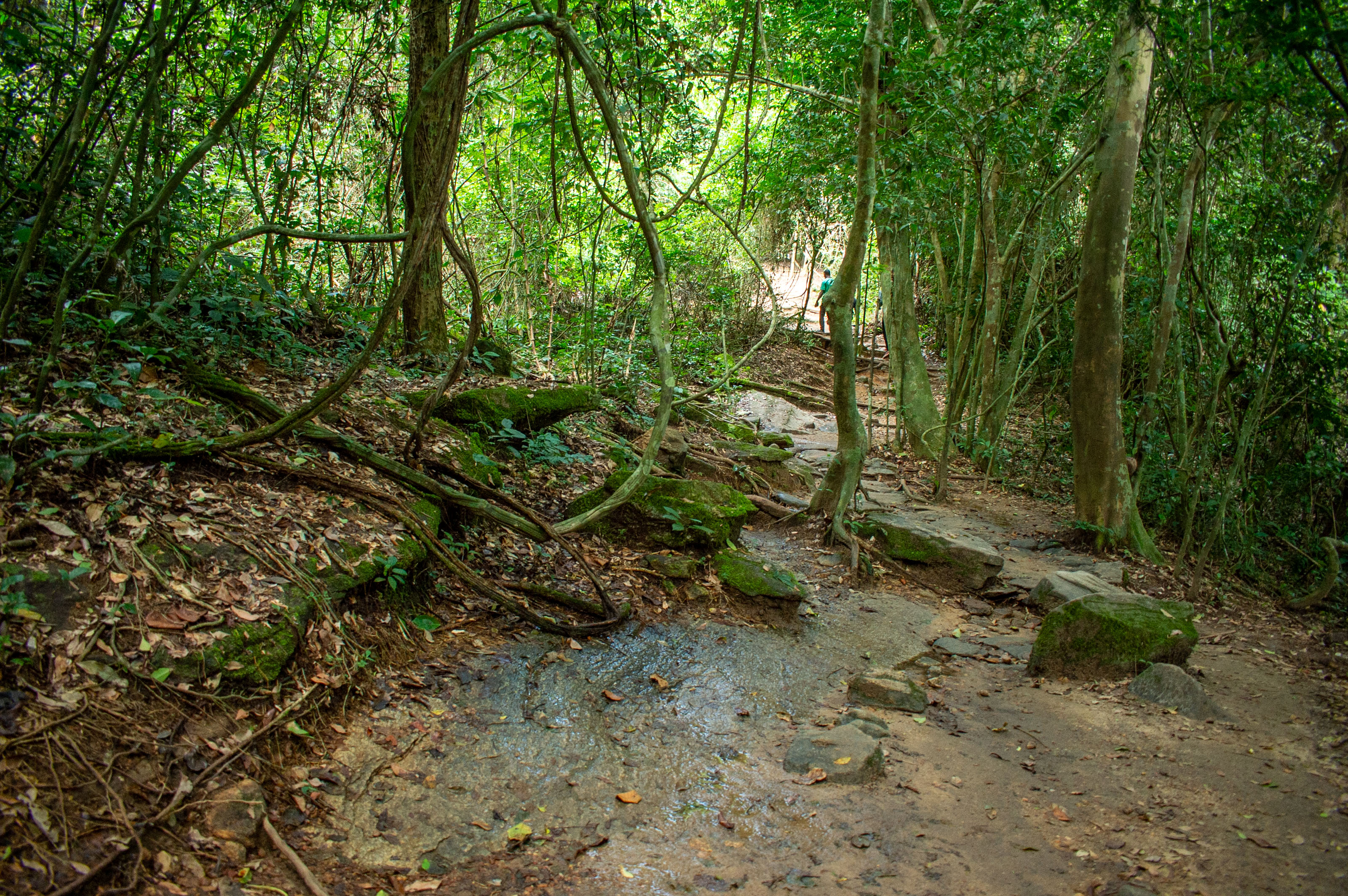
Forêt tropicale du Kakum national park (Ghana)
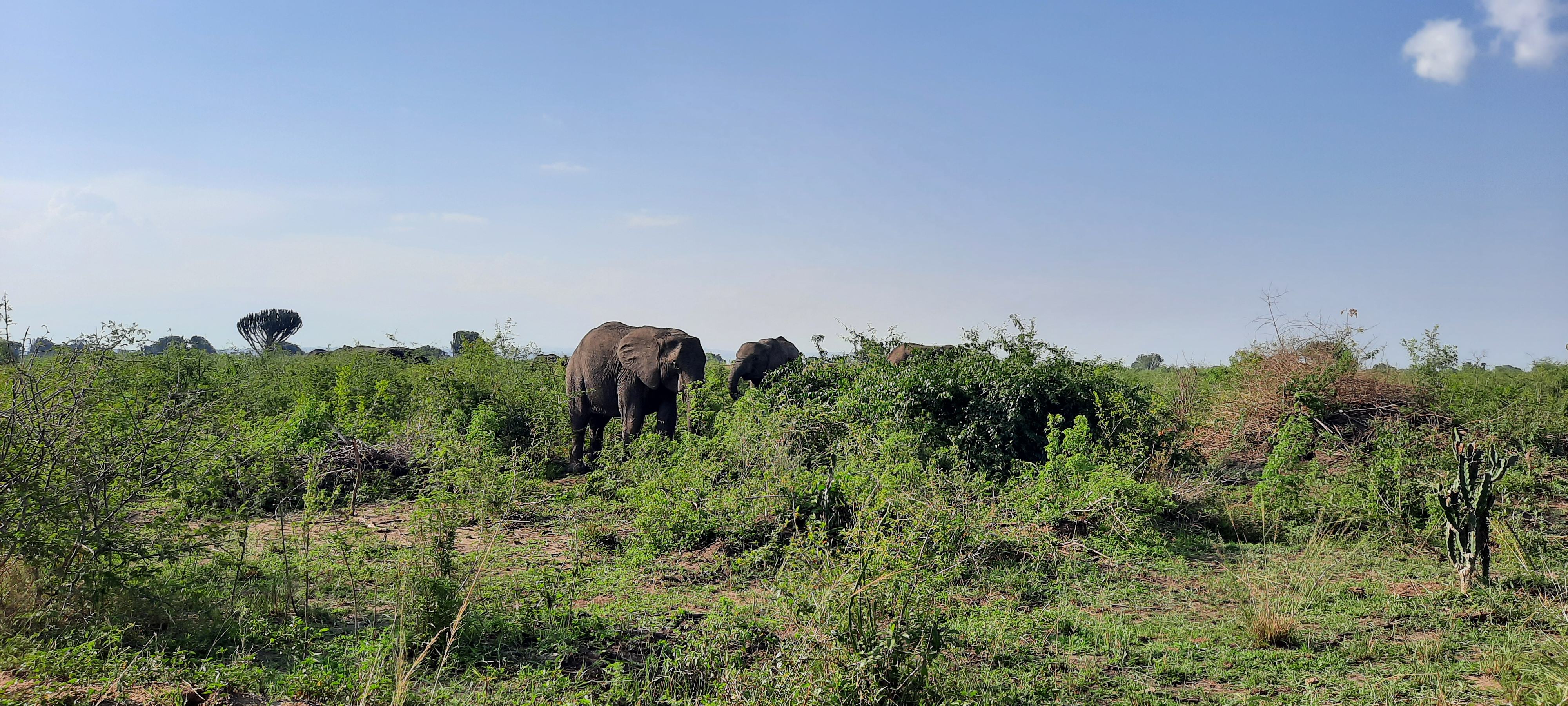
Savane du Queen Elizaeth National Park (Ouganda)

## Systématique
Papilio nireus a été décrit pour la première fois par Carl von Linné en 1758 dans son Systema naturae, avec une note erronée indiquant que l'espèce vit aux Indes.

### Sous-espèces[3]
- Papilio nireus nireus : Afrique de l'Ouest et Afrique centrale ; Sénégal, Ghana, Togo, Bénin, Nigéria, Cameroun, Gabon, Angola, République centrafricaine, Ouganda et Zambie.
- Papilio nireus lyaeus : Afrique centrale et Afrique australe ; République démocratique du Congo, Tanzanie, Malawi, Zambie, Angola, Mozambique, Zimbabwe, Namibie et Afrique du Sud.
- Papilio nireus pseudonireus : Afrique de l'Est ; extrême nord-est du Kenya, extrême nord de l'Ouganda, sud du Soudan, Somalie, Éthiopie et Érythrée.

## Papilio nireuset l'Homme

### Nom vernaculaire
Papilio nireus est appelé "Narrow Green-banded Swallowtail" en anglais, et parfois "Green-banded swallowtail".

### Menaces et conservation
Papilio nireus est classé "préoccupation mineure (LC)" par l'UICN. Son aire de répartition est vaste, certaines populations pourraient être affectées par la déforestation mais l'espèce ne semble pas menacée globalement.

### Philatélie
Ce papillon figure sur une émission philatélique du Territoire français des Afars et des Issas de 1975 (valeur faciale : 40 f).